# 邢野
邢野（1918年—2004年），原名邢国柱，笔名邢野、邢也，男，天津人，中国作家。著有电影文学剧本《平原游击队》（合作）、《狼牙山五壮士》（合作）等。